# August Anhalt
Pour les articles homonymes, voir Anhalt.
August Anhalt, né le 7 août 1899 à Eisenach et mort le 18 novembre 1975 à Mihla, est un peintre, dessinateur et graphiste allemand du modernisme. 

## Biographie
August Anhalt naît le 7 août 1899 à Eisenach
Il vit à Cassel à partir d'octobre 1920 et étudie à l'Académie des Beaux-Arts de Cassel de 1922 à 1928 avec les professeurs Ewald Dülberg et Kay H. Nebel. D'après sa carte d'enregistrement, Anhalt y  vit jusqu'en 1935 et s'installe ensuite à Eisenach. À partir de 1923, il fait partie du groupe d'artistes Die fünf et est membre de Kasseler Sezession. Anhalt participe aux expositions de Kasseler Sezession en 1927, 1929 et 1938. En 1958, ses œuvres sont présentées à l'occasion de l'exposition jubilaire 175 ans de la Kunstakademie Kassel.
Il crée des portraits, des représentations figuratives, des nus, des natures mortes, des paysages (par exemple le parc Karlsaue), des graphiques et des sculptures. Dans les œuvres présentées à la 3e exposition d'art allemand, il est clair qu'Anhalt s'est rapproché du style du réalisme socialiste.
August Anhalt meurt le 18 novembre 1975 à Mihla.

## Autres participations à des expositions
- 1926 : Kasseler Kunstverein.
- 1927 : Kasseler Kunstverein.
- 1930 : Grande exposition d'art, Association d'art de Hanovre
- Du 1er mars 1953 au 25 mai 1953 : Kunstausstellung der DDR, Albertinum.